# 第14施設隊 (陸上自衛隊)
第14施設隊（だいじゅうよんしせつたい、JGSDF 14th Engineer Unit）は、陸上自衛隊徳島駐屯地（徳島県阿南市）に駐屯する第14旅団隷下の施設科部隊である。

## 概要
第2混成団の第14旅団への改編で新編された部隊であり、徳島県内における災害派遣・民生協力等を担任する。第14施設隊長は2等陸佐が充てられ、徳島駐屯地司令および第14旅団司令部の施設課長を兼務する。第14施設隊は四国で唯一の施設科部隊で、徳島駐屯地の主力部隊であり建設機械、ボート等を装備し、陣地の構築や、地雷原の構成・処理、道路の整備や橋の構築などを実施して戦闘部隊の支援をする。
災害派遣においては、建設機械による瓦礫の除去、行方不明者の捜索、ボートによる被災者の救出などを行う。

## 沿革
※前史を含む
第325地区施設隊
- 1962年（昭和37年）
  - 1月18日：第325地区施設隊が善通寺駐屯地に新編。
  - 3月    ：第325地区施設隊が善通寺駐屯地から善通寺駐屯地高知分屯地（旧高知駐屯地）に移駐。
- 1973年（昭和48年）3月27日：第4施設団改編による第8施設群新編に伴い、同群隷下に編入。

第2混成団施設隊
- 1981年（昭和56年）3月25日：第2混成団新編に伴い、第325地区施設隊（旧高知駐屯地）を第2混成団施設隊に改編[2]。

第14施設中隊
- 2006年（平成18年）3月27日：

1. 第2混成団から第14旅団への改編に伴い、第2混成団施設隊（旧高知駐屯地）を第14施設中隊に改編。
2. 後方支援体制変換に伴い、整備部門を第14後方支援隊第1整備中隊施設整備小隊へ移管。

- 2010年（平成22年）3月26日：高知駐屯地第1営舎の開庁に伴い、第50普通科連隊に高知駐屯地司令職務を委譲。

第14施設隊
- 2012年（平成24年）3月26日：

1. 第14施設中隊（高知駐屯地）を第14施設隊に改編。
2. 高知駐屯地第2営舎から徳島県阿南市の徳島駐屯地に移駐。

## 部隊編成
- 第14施設隊本部
  - 本部班
  - 補給班
  - 司令職務班
- 第1施設小隊
  - 小隊本部
  - 第1分隊
  - 第2分隊
  - 器材班
- 第2施設小隊
  - 小隊本部
  - 第1分隊
  - 第2分隊
  - 器材班
- 交通小隊[3]
- 渡河器材小隊
  - 小隊本部
  - 架橋班：07式機動支援橋

車両の部隊表示は、全て「14施設」

## 整備支援部隊
- 第14後方支援隊第1整備中隊施設整備小隊「14後支-1整」（徳島駐屯地）：2006年（平成18年）3月27日から

## 警備隊区
- 徳島県阿南市の1市[4]

## 部隊改編
第2混成団施設隊廃止時（2006年（平成18年）3月26日）
- 第2混成団施設隊本部
- 第1施設小隊
- 第2施設小隊
- 器材小隊
- 管理整備小隊

車両の部隊表示は、全て「2混施」

## 主要装備
- 07式機動支援橋